# Crest (Drôme)
Crest je francouzská obec v departementu Drôme v regionu Auvergne-Rhône-Alpes. V roce 2011 zde žilo 8 008 obyvatel.

## Sousední obce
Aouste-sur-Sye, Cobonne, Divajeu, Eurre, Vaunaveys-la-Rochette

## Vývoj počtu obyvatel
Počet obyvatel 